# Волноваська міська рада
Волнова́ська міська́ ра́да — орган місцевого самоврядування Волноваської міської громада, Волноваський район Донецької області.

## Склад ради
Рада складається з 36 депутатів та голови.
- Голова ради: Демченко Сергій Володимирович
- Секретар ради: Гукай Тетяна Євгенівна

### Керівний склад попередніх скликань
| Прізвище, ім'я, по батькові   | Основні відомості                                                       | Дата обрання | Дата звільнення |
| ----------------------------- | ----------------------------------------------------------------------- | ------------ | --------------- |
| Демченко Сергій Володимирович | Міський голова, 1968 року народження, освіта вища, член Партії регіонів | 26.03.2006   | 31.10.2010      |
| Демченко Сергій Володимирович | Міський голова, 1968 року народження, освіта вища, член Партії регіонів | 31.10.2010   |                 |

Примітка: таблиця складена за даними сайту Верховної Ради України

### Депутати
За результатами місцевих виборів 2010 року депутатами ради стали:

#### За суб'єктами висування
| Суб'єкт висування                 | Кількість обраних депутатів | %    |
| --------------------------------- | --------------------------- | ---- |
| Партія регіонів                   | 26                          | 72,2 |
| Комуністична партія України       | 6                           | 16,7 |
| Політична партія «Фронт Змін»     | 3                           | 8,3  |
| Політична партія «Сильна Україна» | 1                           | 2,8  |

#### За округами
| № округу                          | Прізвище, ім'я, по батькові         | Дата визнання обраним | Освіта  | Партійна приналежність                  | Відомості про обраного депутата                                                              |
| --------------------------------- | ----------------------------------- | --------------------- | ------- | --------------------------------------- | -------------------------------------------------------------------------------------------- |
| Комуністична партія України       |                                     |                       |         |                                         |                                                                                              |
| б/м                               | Шиман Леонід Олександрович          | 02.11.2010            | середня | член Комуністичної партії України       | ПП «Волноваський МРБД», директор                                                             |
| б/м                               | Філіндаш Олександр Миколайович      | 02.11.2010            | вища    | член Комуністичної партії України       | ПАТ Компанія «Райз» Хлібодарівська філія, директор                                           |
| б/м                               | Іллінов Євген Миколайович           | 02.11.2010            | вища    | позапартійний                           | Вузлова лікарня м. Волноваха, завідувач хірургічного відділення                              |
| б/м                               | Карпачов Роман Олексійович          | 02.11.2010            | вища    | позапартійний                           | Волноваський міський центр «Спорт для усіх», тренер                                          |
| 1                                 | Бондаренко Валерій Миколайович      | 02.11.2010            | середня | позапартійний                           | Волноваська філія ПП «Бізон», директор                                                       |
| 10                                | Бобков Олександр Іванович           | 02.11.2010            | вища    | позапартійний                           | пенсіонер                                                                                    |
| Партія регіонів                   |                                     |                       |         |                                         |                                                                                              |
| б/м                               | Мельник В'ячеслав Іванович          | 02.11.2010            | вища    | член Партії регіонів                    | Акціонерне товариство закритого типу «Екопрод А. Т.», заступник генерального директора       |
| б/м                               | Калініченко Валентина Іванівна      | 02.11.2010            | вища    | член Партії регіонів                    | Колективне торгове комерційне підприємство «Плюс», директор                                  |
| б/м                               | Бізюков Петро Олександрович         | 02.11.2010            | вища    | член Партії регіонів                    | Волноваська дитяча школа мистецтв, директор                                                  |
| б/м                               | Караманіц Геннадій Іванович         | 02.11.2010            | вища    | член Партії регіонів                    | Асоціація фермерів «Агросервіс», директор                                                    |
| б/м                               | Гукай Тетяна Євгенівна              | 02.11.2010            | вища    | член Партії регіонів                    | Волноваська міська рада, секретар                                                            |
| б/м                               | Алфьорова Наталія Анатоліївна       | 02.11.2010            | вища    | член Партії регіонів                    | Волноваський творчий центр молоді, директор                                                  |
| б/м                               | Санжаревський Володимир Миколайович | 02.11.2010            | вища    | член Партії регіонів                    | Міське комунальне підприємство «Міськкомунгосп», директор                                    |
| б/м                               | Іщенко Геннадій Владиславович       | 02.11.2010            | вища    | член Партії регіонів                    | ТОВ «Комтранссервіс», директор                                                               |
| б/м                               | Герасимова Лариса Євгенівна         | 02.11.2010            | вища    | член Партії регіонів                    | Волноваська районна організація Партії регіонів, керівник апарату                            |
| б/м                               | Вєтров Олександр Анатолійович       | 02.11.2010            | вища    | член Партії регіонів                    | СПД фізична особа Попов О. П., приватний підприємець                                         |
| б/м                               | Обуховський Денис Миколайович       | 02.11.2010            | вища    | член Партії регіонів                    | Приватне дорожньо-будівельне підприємство № 92, заступник директора                          |
| 2                                 | Батрак Валентин Григорович          | 02.11.2010            | вища    | член Партії регіонів                    | фермерське господарство «Колос», голова                                                      |
| 3                                 | Федоренко Петро Петрович            | 02.11.2010            | вища    | член Партії регіонів                    | Волноваська районна рада профспілки працівників освіти і науки України, голова               |
| 4                                 | Вервейко Ігор Олександрович         | 02.11.2010            | вища    | член Партії регіонів                    | Волноваська ЦРЛ, лікар                                                                       |
| 5                                 | Литвин Сергій Вікторович            | 02.11.2010            | вища    | член Партії регіонів                    | Локомотивне депо станції Волноваха Донецької залізниці, головний інженер                     |
| 6                                 | Пугач Дмитро Олександрович          | 02.11.2010            | вища    | член Партії регіонів                    | Станція Волноваха Донецької залізниці, головний інженер                                      |
| 7                                 | Куліков Олександр Андрійович        | 02.11.2010            | вища    | член Партії регіонів                    | Вагонне депо станції Волноваха Донецької залізниці, начальник                                |
| 8                                 | Кучерова Анжела Миколаївна          | 02.11.2010            | вища    | член Партії регіонів                    | Вузлова лікарня станції Волноваха Донецької залізниці, заступник головного лікаря            |
| 11                                | Піскун Ірина Юріївна                | 02.11.2010            | вища    | член Партії регіонів                    | Районний центр культури і дозвілля, директор                                                 |
| 12                                | Ємельянова Зінаїда Миколаївна       | 02.11.2010            | вища    | член Партії регіонів                    | Волноваська ЦРЛ, лікар                                                                       |
| 13                                | Попко Андрій Михайлович             | 02.11.2010            | вища    | член Партії регіонів                    | Станція Волноваха Донецької залізниці, заступник начальника                                  |
| 14                                | Обідченко Олександр Федорович       | 02.11.2010            | вища    | член Партії регіонів                    | ТОВ «Фактор», директор                                                                       |
| 15                                | Савченко Вадим Леонідович           | 02.11.2010            | вища    | член Партії регіонів                    | Енергетична дільниця станції Волноваха Донецької залізниці, начальник                        |
| 16                                | Семенютіна Тетяна Іванівна          | 02.11.2010            | вища    | член Партії регіонів                    | Волноваська загальноосвітня школа № 7, директор                                              |
| 17                                | Слівний Анатолій Вікторович         | 02.11.2010            | вища    | член Партії регіонів                    | Волноваське професійно-технічне училище № 142, директор                                      |
| 18                                | Мазур Вадим Олексійович             | 02.11.2010            | вища    | позапартійний                           | Волноваський районний відділ головного управління МНС України в Донецькій області, начальник |
| Політична партія «Сильна Україна» |                                     |                       |         |                                         |                                                                                              |
| б/м                               | Романовська Ірина Леонтіївна        | 02.11.2010            | вища    | член Політичної партії «Сильна Україна» | ТОВ «Дельта-азов», менеджер                                                                  |
| Політична партія «Фронт Змін»     |                                     |                       |         |                                         |                                                                                              |
| б/м                               | Грабовенко Володимир Олександрович  | 02.11.2010            | вища    | член Політичної партії «Фронт Змін»     | пенсіонер                                                                                    |
| б/м                               | Клименко Сергій Васильович          | 02.11.2010            | вища    | член Політичної партії «Фронт Змін»     | пенсіонер                                                                                    |
| 9                                 | Лубінець Дмитро Валерійович         | 02.11.2010            | вища    | член Політичної партії «Фронт Змін»     | СПД Лубінець Д. В., приватний підприємець                                                    |